# Municipio de Irimbo
El municipio de Irimbo es uno de los 113 municipios en que se divide el estado mexicano de Michoacán. Su cabecera es la localidad de Irimbo. Forma parte de la región socioeconómica 4. Oriente.

## Geografía
El municipio de Irimbo se encuentra localizado al noreste del territorio estatal. Limita al norte con el municipio de Maravatío; al este con el municipio de Senguio; al sureste con el municipio de Aporo; al sur con el municipio de Tuxpan; y al oeste con el municipio de Hidalgo.
La ciudad de Irimbo, cabecera del municipio, se encuentra aproximadamente en la ubicación 19°41′50″N 100°28′44″O / 19.69722, -100.47889, a una altitud de 2181 m s. n. m.
Según la clasificación climática de Köppen el clima de Irimbo corresponde a la categoría Cwb (templado subhúmedo de montaña con invierno seco y verano suave).

## Demografía
La población total del municipio de Irimbo es de 16 043 habitantes, lo que representa un crecimiento promedio de 0.85 % anual en el período 2010-2020 sobre la base de los 14 766 habitantes registrados en el censo anterior. Al año 2020 la densidad del municipio era de 127 hab/km².
| Gráfica de evolución demográfica de Municipio de Irimbo entre 2000 y 2020 |
|                                                                           |
| Fuente: Instituto Nacional de Estadística Geografía e Informática         |

En el año 2010 estaba clasificado como un municipio de grado medio de vulnerabilidad social, con el 19.47 % de su población en estado de pobreza extrema.
La población del municipio está mayoritariamente alfabetizada (10.74 % de personas mayores de 15 años analfabetas al año 2010) con un grado de escolarización en torno de los 6 años. Solo el 0.30 % de la población se reconoce como indígena.

### Localidades
En el censo de 2020 el municipio de Irimbo contaba con 37 localidades.
| Código INEGI      | Localidad              | Población (2020) |
| ----------------- | ---------------------- | ---------------- |
| 160410001         | Irimbo                 | 3 552            |
| 160410031         | Tzintzingareo          | 2 642            |
| 160410024         | San Lorenzo Queréndaro | 1 724            |
| 160410045         | El Salitre             | 1 085            |
| Otras localidades | Otras localidades      | 7 040            |
| Total municipal   | Total municipal        | 16 043           |

## Economía
La principal actividad económica del municipio es la agricultura. Además de esta actividad principal, en la localidad de Tzintzingareo se producen tejas y losetas de tipo cerámico y en San Francisco Epunguio se fabrican cajas de madera para embalaje de mercaderías.
Según el número de unidades activas, los sectores más dinámicos son el comercio minorista, la elaboración de productos manufacturados y en menor medida los servicios vinculados al alojamiento temporal y la elaboración de alimentos y bebidas.

## Salud y educación
En 2010 las unidades de atención de la salud en el municipio eran seis, con 17 personas como el total del personal médico. Según el censo realizado en 2020, las consultas médicas se canalizaron mayoritariamente en centros de salud u hospitales de la Secretaría de Salud (Seguro Popular) y en segundo término en consultorio de farmacia.
En 2010, el municipio contaba con 29 escuelas preescolares, 29 primarias, cinco secundarias y 2 bachilleratos.